# Dymasius ysmaeli
Dymasius ysmaeli är en skalbaggsart som beskrevs av Hüdepohl 1990. Dymasius ysmaeli ingår i släktet Dymasius och familjen långhorningar.
Artens utbredningsområde är Filippinerna. Inga underarter finns listade i Catalogue of Life.